# Павелєво
Паве́лєво (рос. Павелево) — присілок у складі Далматовського району Курганської області, Росія. Входить до складу Білоярської сільської ради.
Населення — 360 осіб (2010, 458 у 2002).
Національний склад станом на 2002 рік: росіяни — 90 %.